# Frederick Kerr
Pour les articles homonymes, voir Kerr.
Frederick Kerr est un acteur britannique né le 11 octobre 1858 à Londres et mort le 3 mai 1933.

## Filmographie partielle
- 1930 : Raffles de George Fitzmaurice : Lord Harry Melrose
- 1930 : The Devil to Pay! de George Fitzmaurice : Lord Leland
- 1930 : The Lady of Scandal de Sidney Franklin : Lord Trench
- 1931 : Frankenstein de James Whale : le baron Frankenstein
- 1931 : Waterloo Bridge de James Whale : Major Fred Wetherby
- 1931 : L'Honneur de la famille (Honor of the Family) de Lloyd Bacon : Paul Barony
- 1931 : Le Sphinx a parlé (Friends and Lovers) de Victor Schertzinger : Général Thomas Armstrong